# ドリュー・ギルピン・ファウスト

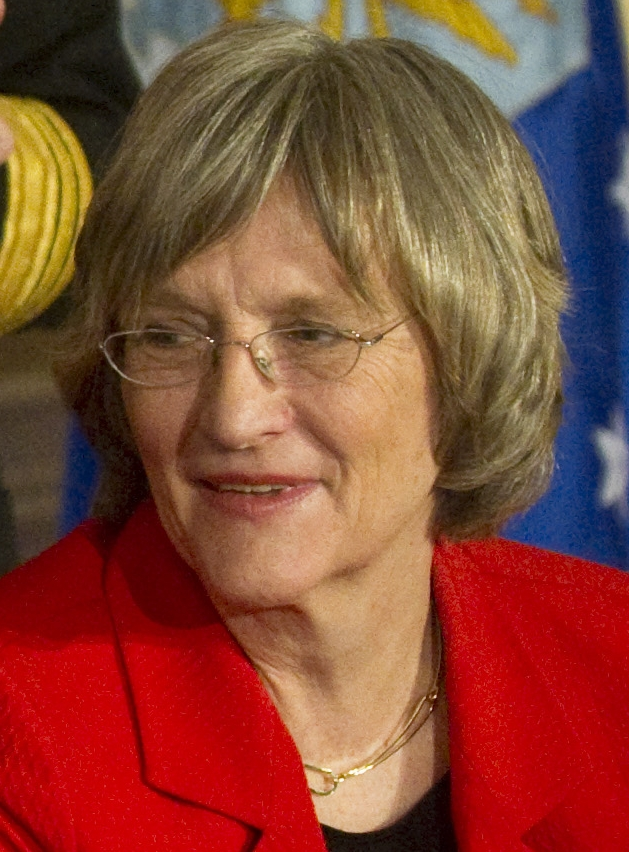
Faust 2011

キャサリン・ドルー・ギルピン・ファウスト（英語: Catherine Drew Gilpin Faust、1947年9月18日 - ）は、アメリカ合衆国の歴史学者、ハーバード大学第28代学長、元ラドクリフ研究所所長。ハーバード大学初の女性学長であるとともに、1672年まで学長を務めたチャールズ・チャウンシー以来となる「ハーバード大学卒でもなく、ハーバード大学に在籍したこともない学長」となった。

## 生い立ち
ファウストは、1947年9月18日にアメリカ合衆国ニューヨークでキャサリン・ドルー・ギルピンとして生まれた。後にシェナンドー渓谷内のバージニア州北部クラーク郡（Clarke County）で育った。ファウストの家系は政治・商業に関わる者が多く、彼女の曽祖父であるローレンス・タイソンは、1920年代に上院議員を務めていた。
1964年、マサチューセッツ州コンコードのコンコード・アカデミーを卒業すると、ブリンマー大学で学士を取得し、1975年にはペンシルベニア大学でアメリカ文明に関する研究でPh.D.を取得した。同年、アメリカ文明の助教授としてペンシルベニア大学の助教授となった。その後も研究と教育を重ね教授に昇進した。南北戦争以前および南北戦争の時期におけるアメリカ南部史の専門家として、ファウストは南北戦争以前の南部における思想史について、また南北戦争期間中における女性の役割の変化について、新たな見解を展開していった。さらに、これまで5冊の著書を出している。2001年、ラドクリフ大学の後継組織であったラドクリフ研究所の所長に就任した。
ファウストは、ブリンマー大学やアンドリュー・メロン財団などの理事や、グッゲンハイム財団の教育顧問会議の委員も務めている。ファウストは、最初の夫であったスティーブン・ファウストと別れた後、同じくハーバード大学で教鞭をとっている薬の歴史学者であるチャールズ・E・ローゼンバーグと再婚した。

## ハーバード大学学長就任
2006年2月、女性蔑視発言を発端に非難を浴びていたローレンス・サマーズ学長は、同年6月30日をもって退任することを発表した。ハーバード大学は、後任が決まるまでの間、1971年から1991年にかけて学長を務めていたデレック・ボックを暫定学長とした。
2007年2月8日、ハーバード大学の学生新聞「ハーバード・クリムゾン」は、ファウストが次期学長に選ばれたと報じた。その後、大学の運営委員会による正式な承認を経て、3日後の2月11日に公式に指名された。
ファウストは指名後の記者会見で、「私の総長選任は1世代前でも考えられなかった（女性の）機会拡大を象徴している」と述べる一方で、「私はハーバードの女性学長ではなく、ハーバードの学長です」とコメントしている。

## クリスティーナ・ローマーの終身在職権への拒否
2008年5月、カリフォルニア大学バークレー校経済学部の教授として名が通っていたクリスティーナ・ローマーへの終身在職権付与を経済学部から推薦されたがこれを拒否し、この説明しがたい決定に対して広くから非難が集まった。なお、後にローマーはバラク・オバマから大統領経済諮問委員会の委員長に指名されている。

## 私生活
ファウストは1988年に乳癌と診断されている。この診断結果や治療について、ファウストはメディアに話すことを拒んでいた。

## 受賞など
- 2007年TIME誌「世界で最も影響力のある100人」に選ばれた。
- 2009年バンクロフト賞（コロンビア大学）

## 著書
- A sacred circle: the dilemma of the intellectual in the Old South, 1840-1860, Johns Hopkins University Press, 1977.
- James Henry Hammond and the Old South: a design for mastery, Louisiana State University Press, 1982.
- The creation of Confederate nationalism: ideology and identity in the Civil War South, Louisiana State University Press, 1988.
- Southern stories: slaveholders in peace and war, University of Missouri Press, 1992.
- Mothers of invention: women of the slaveholding South in the American Civil War, University of North Carolina Press, 1996.
- This republic of suffering: death and the American Civil War, Knopf, 2008.
  - 『戦死とアメリカ――南北戦争62万人の死の意味』、黒沢眞里子訳、彩流社, 2010

### 編著
- The Ideology of slavery: proslavery thought in the antebellum South, 1830-1860, Louisiana State University Press, 1981.